# سلنکورو
سلنکورو شهری در شهرستان کوکا در استان بانوا در بورکینافاسوی غربی است و جمعیت آن ۱,۱۱۱ نفر است.